# Ušak, Sjenica
Ušak (izvirno srbsko Ушак) je naselje v Srbiji, ki upravno spada pod Občino Sjenica; slednja pa je del Zlatiborskega upravnega okraja.

## Demografija
V naselju, katerega izvirno (srbsko-cirilično) ime je Ушак, živi 14 polnoletnih prebivalcev, pri čemer je njihova povprečna starost 59,4 let (55,6 pri moških in 64,3 pri ženskah). Naselje ima 6 gospodinjstev, pri čemer je povprečno število članov na gospodinjstvo 2,33.
To naselje je popolnoma srbsko (glede na rezultate popisa iz leta 2002), a v času zadnjih treh popisov je opazno zmanjšanje števila prebivalcev.
|  |

| Demografija | Demografija     | Demografija     |
| Leto        | Št. prebivalcev | Št. prebivalcev |
| ----------- | --------------- | --------------- |
|             |                 |                 |
|             |                 |                 |
|             |                 |                 |
|             |                 |                 |
| 1948        | 121             |                 |
| 1953        | 119             |                 |
| 1961        | 109             |                 |
| 1971        | 80              |                 |
| 1981        | 47              |                 |
| 1991        | 28              | 28              |
| 2002        | 14              | 14              |
|             |                 |                 |

| Etnična sestava po popisu iz leta 2002 | Etnična sestava po popisu iz leta 2002 | Etnična sestava po popisu iz leta 2002 | Etnična sestava po popisu iz leta 2002 | Etnična sestava po popisu iz leta 2002 |
| -------------------------------------- | -------------------------------------- | -------------------------------------- | -------------------------------------- | -------------------------------------- |
| Srbi                                   | Srbi                                   |                                        | 14                                     | 100,0%                                 |
| Neznano                                | Neznano                                |                                        | 0                                      | 0,0%                                   |